# HD88603
HD88603 — хімічно пекулярна зоря спектрального класу B7, що має видиму зоряну величину в смузі V приблизно  7,9.
Вона  розташована на відстані близько 1639,0 світлових років від Сонця.

## Фізичні характеристики
Телескоп Гіппаркос зареєстрував фотометричну змінність  даної зорі з періодом    1,66 доби в межах від  Hmin= 7,93 до  Hmax= 7,85.

## Пекулярний хімічний склад
Зоряна атмосфера HD88603 має підвищений вміст 
Si
.